# Catalina Foothills
Catalina Foothills è un census-designated place (CDP) degli Stati Uniti d'America della Contea di Pima nello Stato dell'Arizona.
È un sobborgo settentrionale di Tucson che sorge ai piedi della catena montuosa dei monti Santa Catalina.